# 寧波路
宁波路是中華人民共和國上海市黄浦区一條東西走向道路，道路东起四川中路，西至六合路。全长1226米，宽7米至14.7米，车行道宽5.7米至11.2米。道路於清朝道光二十八年（1848年）修筑，當時只修建了今福建中路至浙江中路路段，並起名中旺街。19世纪50年代修建現今四川中路至石潭弄的路段，起名教会大道，又称宽克路（Kirks Avenue）；修築今浙江中路以西路段，名爱尔白纳路（Albany Road）。同治四年(1865年)全路路段建成，全路起名為寧波路，路名來自浙江宁波，俗称后马路。中華民國大陸時期，寧波路上有60多家钱庄，被稱作「中國華爾街」。
宁波路390号有一棟最薄之处只有20厘米的「纸片楼」。位於宁波路276号的則是钱业大楼。位於宁波路、江西中路路口西北角的是广东银行大楼，建於1934年。宁波路180号則是美豐大樓。